# 貝拉米 (密蘇里州)
貝拉米（英語：Bellamy）是位於美國密蘇里州弗農縣的非建制地區。

## 歷史
貝拉米的郵局於1883年設立，其後於1907年停運。

## 地理
貝拉米所處的海拔為高於海平面292米（即958英呎），而該地所採用的時區為UTC-6，即北美中部時區（CST）。同時該地設有夏令時間，為UTC-6調快一小時，即UTC-5（CDT）。